# Стенжиця (Великопольське воєводство)
Стенжиця (пол. Stężyca, нім. Steinfeld) — село в Польщі, у гміні Ґостинь Гостинського повіту Великопольського воєводства.
Населення — 110 осіб (2011).
У 1975-1998 роках село належало до Лешненського воєводства.

## Демографія
Демографічна структура станом на 31 березня 2011 року:
|          | Загалом | Допрацездатний вік | Працездатний вік | Постпрацездатний вік |
| -------- | ------- | ------------------ | ---------------- | -------------------- |
| Чоловіки | 53      | 17                 | 30               | 6                    |
| Жінки    | 57      | 16                 | 30               | 11                   |
| Разом    | 110     | 33                 | 60               | 17                   |